# Římskokatolická farnost Nížkov
Římskokatolická farnost Nížkov je územním společenstvím římských katolíků v rámci havlíčkobrodského vikariátu královéhradecké diecéze.

## O farnosti

### Historie
Počátky duchovní správy v Nížkově jsou spojeny s cisterciáckými mnichy, kteří přišli v roce 1206 ze severočeského opatství v Oseku. Jan z Polné, který je do kraje pozval, je však natolik nedostatečně materiálně zabezpečil, že opat Slávek mnichům v roce 1239 nařídil návrat do oseckého kláštera. Paradoxně to bylo v době, kdy se zde mnišské komunitě po třiatřicetiletém snažení začalo jakž-takž dařit. Nížkovská filiace oseckých cisterciáků tak byla zmařena. Po mniších zde zůstal kostel sv. Mikuláše, který zde postavili, a který se jako jediná památka na někdejší klášter v Nížkově dochoval.
Nížkovská plebánie v průběhu času zanikla. K obnovení samostatné farnosti v místě pak došlo až v roce 1858. Prvofarářem byl ustanoven R.D. František Růžička. Plné osamostatnění farnosti se podařilo realizovat až za jeho nástupce, R.D. Eduarda Fuchse. Ten byl, mimo jiné, strýcem královéhradeckého biskupa Eduarda Brynycha.

#### Přehled duchovních správců
- 1858–1869 R.D. František Růžička (prvofarář)
- 1869–1880 R.D. Eduard Fuchs (farář)
- 1880–1889 R.D. Josef Barvíř (farář)
- 1889–1890 R.D. Alfons Hornek (interkalární administrátor)
- 1890–1896 R.D. Augustin Pilař (farář)
- 1897–1908 R.D. Jan Laštovička (farář)
- 1908–1923 R.D. Václav Dvořáček (farář)
- 1923–1924 R.D. Jan Macek (interkalární administrátor)
- 1924–1932 R.D. Karel Neužil (farář)
- 1932–1958 R.D. Jan Macek (farář)
- 1958 (duben) P. Jan Nepomuk Václav Pikl, O.Praem. (administrátor), krátce po nástupu zatčen
- 1958–1970 R.D. Jaroslav Bošina (administrátor ex currendo z Velké Losenice)
- 1970–1991 P. Alois Jaroslav Petrucha, CCG (administrátor)
- 1991 (duben–srpen) R.D. Josef Pikhart (*1960) (administrátor ex currendo z Velké Losenice)
- 1991–2008 P. Augustin Josef Petrucha, CCG (administrátor), mladší bratr Aloise Jaroslava Petruchy
- 2008–2009 R.D. Zdeněk Kubeš (administrátor ex currendo z Přibyslavi)
- 2009–2015 R.D. Mgr. Pavel Sandtner (administrátor)
- 2015–2016 R.D. Mgr. Filip Foltán (administrátor)
- od r. 2016 R.D. Mgr. Ing. Zdeněk Sedlák (administrátor, od 1.1.2021 farář)

#### Rodáci z farnosti
- R.D. Msgre. Antonín Hrubý, kanovník (16.10.1856 - 6.11.1840)
- R.D. František Laštovička, katecheta (12.10.1865 - 28.12.1925)
- R.D. Josef Brukner, farář v Libici nad Doubravou (26.8.1872 - 10.7.1920)
- R.D. Jaroslav Šimek (17.4.1916 - 30.4.1990)
- R.D. Jan Mokrý, emeritní farář v Jablonném nad Orlicí (4. 8. 1923 - 12.3.2011), působil zde 1954-1998
- R.D. Jan Mokrý, farář v Lázních Bělohrad (23.4.1925 - 14.12.1985), působil zde 1956 - 1985
- R.D. Josef Mokrý, farář a děkan v Ronově nad Doubravou (19.12.1925 - 25.2.2017), působil zde 1963-2015
- P. ThLic. PhDr. Jaroslav Jáchym Šimek, O.Praem. (* 3. června 1952) , v letech 2013-2022 opat kanonie premonstrátů v Želivi
- R.D. Mgr. Tomáš Enderle, t.č. děkan (správce farnosti, nikoliv děkanátu :-) ) v Poličce
- R.D. Mgr. Ing. Pavel Jelínek, t.č. farní vikář v Červeném Kostelci

### Současnost
Farnost Nížkov má sídelního duchovního správce, který je zároveň výpomocným duchovním v Přibyslavi.
| Fotografie | Kostel                        | Místo   | Bohoslužba                         | Bohoslužba                                 | Poznámka                  |
| ---------- | ----------------------------- | ------- | ---------------------------------- | ------------------------------------------ | ------------------------- |
|            | Kaple sv. Floriána            | Buková  | neslouží se pravidelně             | neslouží se pravidelně                     | obecní kaple              |
|            | Kostel sv. Mikuláše           | Nížkov  | neděle pondělí až pátek sobota     | 7.00; 8.30 17.30 v zimě, 18.00 v létě 7.30 | farní kostel              |
|            | Kostnice                      | Nížkov  | 1x ročně (2. listopadu), jinak ne. | 1x ročně (2. listopadu), jinak ne.         | jiný bohoslužebný prostor |
|            | Kaple Panny Marie             | Poděšín | neslouží se pravidelně             | neslouží se pravidelně                     | obecní kaple              |
|            | Kaple                         | Rosička | neslouží se pravidelně             | neslouží se pravidelně                     | obecní kaple              |
|            | Kostel Navštívení Panny Marie | Sirákov | neděle                             | 10.00                                      | filiální kostel           |
|            | Kaple                         | Špinov  | neslouží se pravidelně             | neslouží se pravidelně                     | obecní kaple              |